# Campeonato Mundial de Natação em Piscina Curta de 2010 - Revezamento 4x100 m livre feminino
A prova dos 4x100 metros livre  feminino do Campeonato Mundial de Natação em Piscina Curta de 2010 foi disputado em  18 de dezembro em Dubai nos Emirados Árabes Unidos.

## Recordes
Antes desta competição, os recordes mundiais e do campeonato nesta prova eram os seguintes:
|    | Nacionalidade | Nome                                                                                                 | Tempo (minuto) | Local      | Data                   |
| -- | ------------- | --- | -------------- | ---------- | ---------------------- |
| WR | Países Baixos | Hinkelien Schreuder (52.88) Inge Dekker (52.24) Ranomi Kromowidjojo (52.12) Marleen Veldhuis (50.98) | 3:28.22        | Amsterdam  | 19 de dezembro de 2008 |
| CR | Países Baixos | Hinkelien Schreuder (53.62) Femke Heemskerk (52.61) Inge Dekker (51.76) Marleen Veldhuis (51.43)     | 3:29.42        | Manchester | 12 de abril de 2008    |

## Medalhistas
| Ouro                                                                                      | Prata                                                                         | Bronze                                                  |
| Países Baixos · Femke Heemskerk · Inge Dekker · Hinkelien Schreuder · Ranomi Kromowidjojo | Estados Unidos · Natalie Coughlin · Katie Hoff · Jessica Hardy · Dana Vollmer | China · Tang Yi · Zhu Qianwei · Pang Jiaying · Li Zhesi |

## Resultados

### Eliminatórias
As eliminatórias ocorreram dia 18 de dezembro. Oito nações num total de 17 se classificaram  para a final. 
| Colocação | Bateria | Raia | Nacionalidade | Nome | Tempo   | Notas |
| --------- | ------- | ---- | ------------- | --- | ------- | ----- |
| 1         | 3       | 4    | USA           | Kara Lynn Joyce (53.50) Katie Hoff (52.70) Amanda Weir (53.21) Jessica Hardy (52.49)                                    | 3:31.90 | Q     |
| 2         | 1       | 4    | Austrália     | Emma McKeon (53.13) Kelly Stubbins (53.51) Kylie Palmer (53.37) Kotuku Ngawati (54.15)                                  | 3:34.16 | Q     |
| 3         | 3       | 5    | Canadá        | Victoria Poon (53.55) Geneviève Saumur (53.33) Sinead Russell (54.00) Amanda Reason (53.56)                             | 3:34.44 | Q     |
| 4         | 3       | 3    | Países Baixos | Inge Dekker (53.23) Hinkelien Schreuder (55.14) Femke Heemskerk (52.77) Ranomi Kromowidjojo (53.43)                     | 3:34.57 | Q     |
| 5         | 1       | 6    | China         | Pang Jiaying (53.88) Wang Junyao (54.03) Wang Shijia (53.94) Zhu Qianwei (53.24)                                        | 3:35.09 | Q     |
| 6         | 2       | 4    | Suécia        | Ida Varga (54.16) Petra Granlund (53.02) Michelle Coleman (54.33) Gabriella Fagundez (53.90)                            | 3:35.41 | Q     |
| 7         | 2       | 5    | Brasil        | Tatiana Lemos (54.19) Flávia Delaroli (54.86) Julyana Kury (54.16) Michelle Lenhardt (54.25)                            | 3:37.46 | Q     |
| 8         | 1       | 5    | Rússia        | Veronika Popova (54.16) Margarita Nesterova (53.89) Victoria Malyutina (54.90) Elena Sokolova (54.85)                   | 3:37.80 | Q     |
| 9         | 3       | 7    | Noruega       | Ingvild Snildal (55.11) Cecilie Waage Johanessen (54.34) Monica Waage Johanessen (55.96) Henriette Brekke (55.04)       | 3:40.45 |       |
| 10        | 1       | 3    | Venezuela     | Ximena Vilar (57.77) Andreina Pinto (57.42) Eliana Barrios (58.05) Jeserik Pinto (57.41)                                | 3:50.65 |       |
| 11        | 2       | 3    | Taipé Chinesa | Cheng Wan-Jung (57.54) Chen Ting (56.96) Ting Sheng-Yo (57.34) Chen I-Chuan (58.98)                                     | 3:50.82 |       |
| 12        | 2       | 2    | Malta         | Nicola Muscat (58.28) Talisa Pace (58.68) Melinda Sue Micallef (59.73) Davina Mangion (1:00.67)                         | 3:57.36 |       |
| 13        | 2       | 7    | Peru          | Andrea Cedron (59.43) Oriele Alejandra Espinoza (59.43) Massie Milagros Carrillo (59.71) Daniela Kaori Miyahara (59.20) | 3:57.77 |       |
| 14        | 3       | 6    | Macau         | Ma Cheok Mei (58.67) Lei On Kei (1:00.85) Tan Chi Yan (1:02.18) Lou Wai Sam (1:00.15)                                   | 4:01.85 |       |
| 15        | 2       | 6    | Quênia        | Sylvia Brunlehner (1:01.81) Sonia Cege (1:06.03) Soraya Oruya (1:05.07) Anham Salyani (1:07.43)                         | 4:20.34 |       |
| -         | 1       | 2    | Nigéria       | | DNS     |       |
| -         | 3       | 2    | Hungria       | | DNS     |       |

### Final
A final teve sua disputa realizada em 18 de dezembro.
| Colocação         | Raia | Nacionalidade  | Nome | Tempo   | Notas |
| ----------------- | ---- | -------------- | --- | ------- | ----- |
| Medalha de ouro   | 6    | Países Baixos  | Frederike Heemskerk (52.33) Inge Dekker (52.47) Hinkelien Schreuder (52.32) Ranomi Kromowidjojo (51.42) | 3:28.54 | CR    |
| Medalha de prata  | 4    | Estados Unidos | Natalie Coughlin (51.88) Katie Hoff (52.79) Jessica Hardy (53.03) Dana Vollmer (51.64)                  | 3:29.34 |       |
| Medalha de bronze | 2    | China          | Tang Yi (52.27) Zhu Qianwei (52.60) Pang Jiaying (52.94) Li Zhesi (52.00)                               | 3:29.81 |       |
| 4                 | 5    | Austrália      | Emma McKeon (52.63) Felicity Galvez (52.71) Kotuku Ngawati (52.54) Marieke Guehrer (53.04)              | 3:30.92 |       |
| 5                 | 7    | Suécia         | Therese Alshammar (53.23) Sarah Sjöström (52.69) Ida Varga (53.31) Petra Granlund (52.74)               | 3.31.97 |       |
| 6                 | 3    | Canadá         | Victoria Poon (53.27) Geneviève Saumur (53.22) Sinead Russell (53.72) Amanda Reason (53.71)             | 3:33.92 |       |
| 7                 | 8    | Rússia         | Margarita Nesterova (54.00) Veronika Popova (53.03) Svetlana Fedulova (54.30) Elena Sokolova (54.25)    | 3:35.58 |       |
| 8                 | 1    | Brasil         | Tatiana Lemos (54.12) Flávia Delaroli (53.81) Michelle Lenhardt (54.26) Julyana Kury (53.76)            | 3:35.95 |       |

Legenda
| Recorde mundial       | Recorde mundial (World record)               |                       | Recorde africano                      | Recorde africano (African) |                                           | Q | Classificado por posição (Qualified) |
| Recorde do campeonato | Recorde do campeonato (Championship record)  | Recorde da América    | Recorde da América (Americas)         | q                          | Classificado por melhor tempo (Qualified) |   |                                      |
| Melhor marca do ano   | Melhor marca do ano (World leading)          | Recorde asiático      | Recorde asiático (Asian)              | DNS                        | Não largou (Did not start)                |   |                                      |
| Recorde nacional      | Recorde nacional (National record)           | Recorde europeu       | Recorde europeu (European)            | DNF                        | Não terminou (Did not finish)             |   |                                      |
| Recorde pessoal       | Recorde pessoal do atleta (Personal best)    | Recorde da Oceania    | Recorde da Oceania (Oceania)          | DSQ / DQ                   | Desclassificado (Disqualified)            |   |                                      |
| Recorde da temporada  | Recorde da temporada do atleta (Season best) | Recorde sul-americano | Recorde sul-americano (South America) | NM                         | Sem marca (No mark)                       |   |                                      |